# Экономика Архангельской области
Отраслевая структура валовой добавленной стоимости Архангельской области без НАО (2015)
 Обрабатывающие производства (23 %) Транспорт и связь (15 %) Торговля и ремонт (12 %) Социальное страхование и военная безопасность (9 %) Недвижимое имущество (9 %) Здравоохранение и социальные услуги (7 %) Образование (4 %) Сельское хозяйство, охота, лесное хозяйство (4 %) Строительство (4 %) Добыча полезных ископаемых (3 %) Энергетика и коммунальные услуги (3 %) Рыбоводство и рыболовство (3 %) Услуги (2 %) Гостиницы и рестораны (2 %) Финансы (1 %)
Экономика Архангельской области — 42-я (28-я) экономика среди субъектов Российской Федерации по объёму валового регионального продукта, составившего 514 (819,2) млрд рублей в 2018 году.
ВРП на душу населения в Архангельской области в 2016 году составил 464,9 (712,7) тыс рублей на человека, что ставит регион по данному показателю на 29-е (14-е) место среди регионов России.
Основой экономики региона являются обрабатывающие производства и сфера услуг.

## Статистика

### ВРП
Производство ВРП в реальных ценах с 1998 по 2020 в Архангельской области и Ненецком автономном округе.
Произведённый ВРП на душу населения:

## Промышленность

### Деревообрабатывающая
Деревообрабатывающая промышленность особенно развита в Архангельской области ввиду близости сырья, развитому лесному хозяйству региона, развитому речному транспорту и выходу в мировой океан через Белое море, обеспечивающему выход к основным потребителям продуктов — европейским странам.

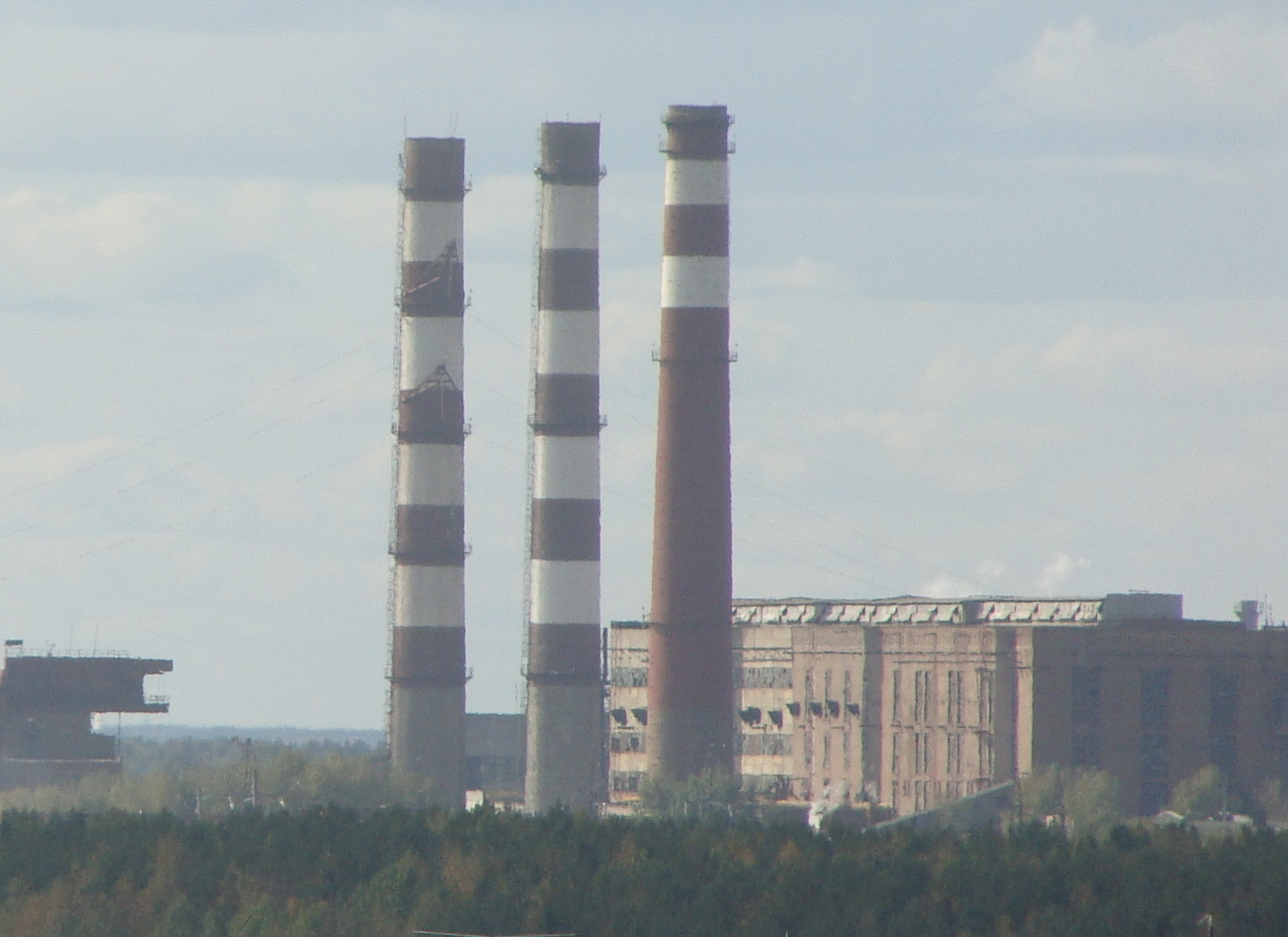
КЦБК (Коряжма)

#### Котласский целлюлозно-бумажный комбинат
КЦБК является одним из крупнейших ЦБК России, производя 10 % всего российского картона и 6 % бумаги. Производства предприятия расположены в городе Коряжме. 65 % продукции экспортируется в дальнее зарубежье: Европу, Ближний Восток и Северную Америку. В 2010 году побило рекорд по массе готовой продукции (целлюлозы, картона и т.д.), которая составила 1 млн. тонн. Принадлежит компании «Илим», принадлежащей швейцарскому холдингу «Ilim Holding SA».

#### Архангельский целлюлозно-бумажный комбинат

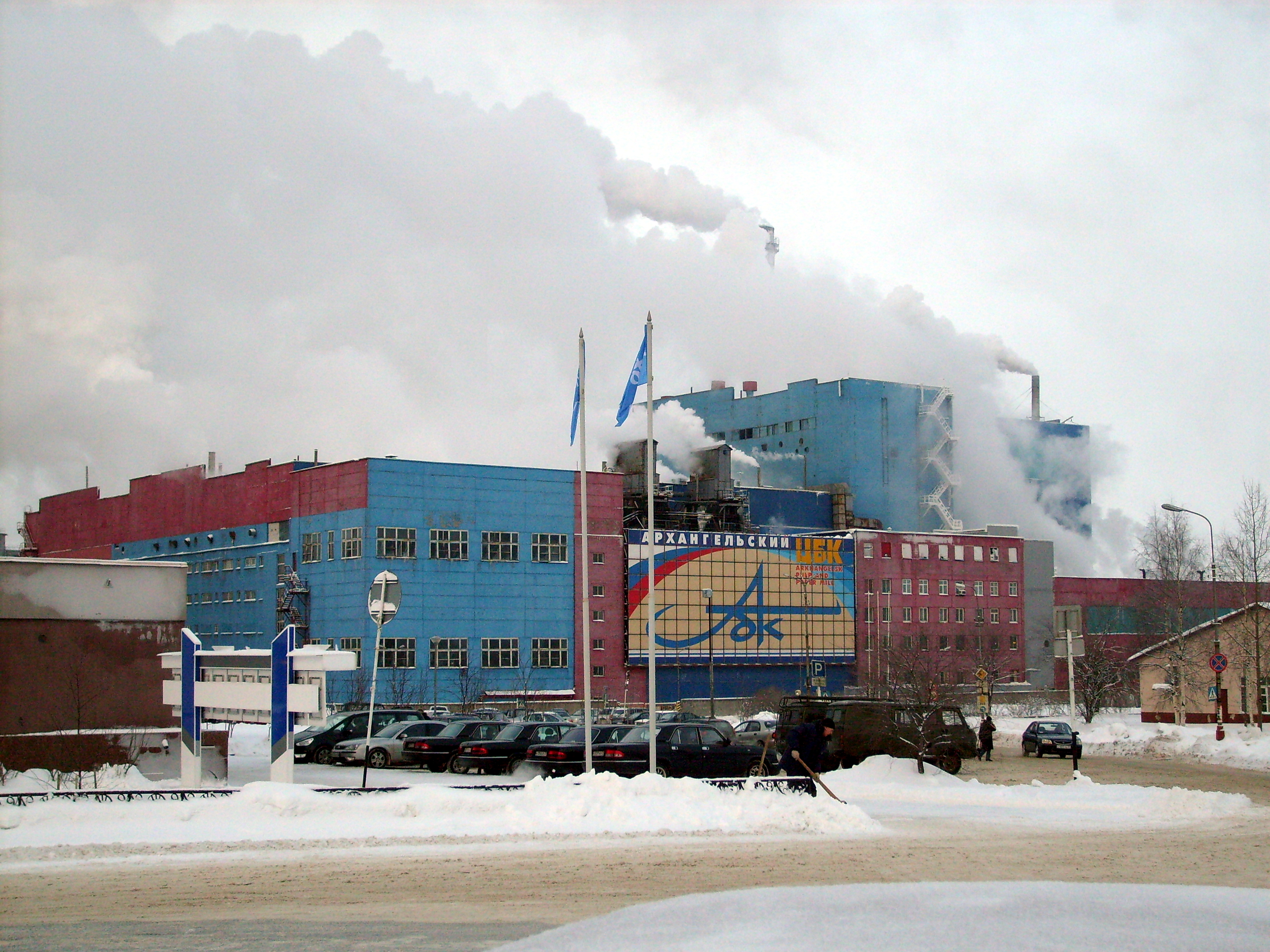
АЦБК (Новодвинск)

АЦБК специализируется на производстве бумаги, целлюлозы и других продуктов. Производства предприятия расположены в городе Новодвинске. Производит ¼ всех школьных тетрадей в России — самая большая доля по всей стране. АЦБК также владеет тремя ТЭС. Принадлежит австрийской компании Pulp Mill Holding.

#### Лесозавод 25
"Лесозавод 25" специализируется на производстве экспортных пиломатериалов из хвойной древесины. 99 % продукции компании отправляется на экспорт, преимущественно через морские пути, в основном в Германию, Нидерланды, Бельгию, Францию, Соединённое Королевство, Ирландию, Швейцарию, Данию, Египет и Израиль. Принадлежит ГК «Титан», базирующемуся в Омске.

#### Архангельский фанерный завод
Компания "Архангельский фанерный завод" расположена в городе Новодвинск. Ежегодно фанерный завод производит 4900 м³ огнезащитной фанеры для вагоностроения. ¾ продукции экспортируется в США, Канаду, Соединённое Королевство, Данию, Германию, Италию, Австрию, Нидерланды, Швецию, Эстонию и другие страны.

### Военная
Военная промышленность развита в двух городах Архангельской области — Северодвинске и ЗАТО Мирном, кроме того, Новая Земля являлась территорией испытания ядерного оружия СССР, а на сегодняшний день на архипелаге проживают только военные. Развитость военной промышленности связана с отдалённостью региона от центра России, а также с выходом Архангельской области в Белое море и мировой океан.

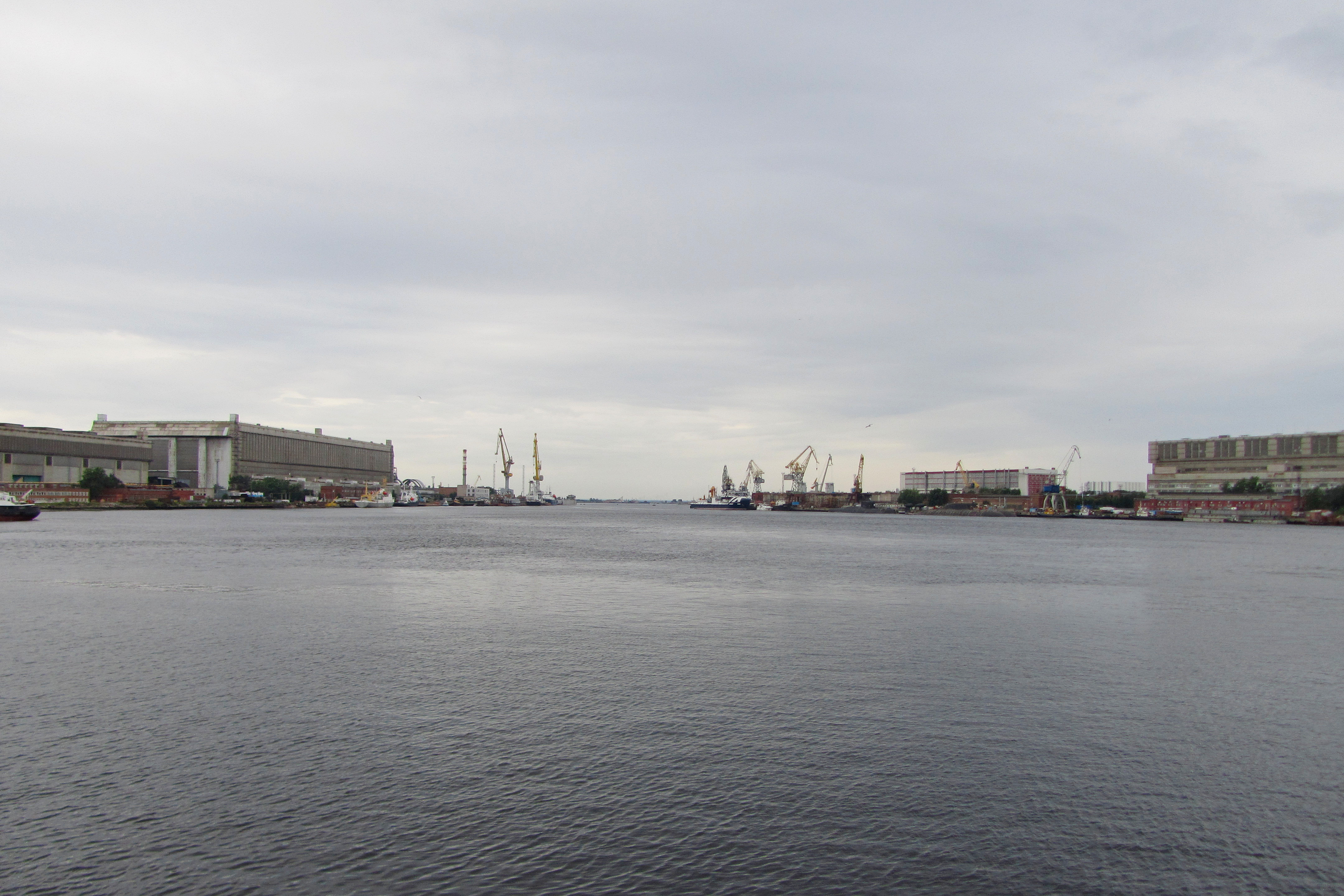
Никольское устье Белого моря. Слева — Севмаш, справа — Звёздочка (Северодвинск)

#### Севмаш
Северное машиностроительное предприятие специализируется на производстве и вводе в строй атомных подводных лодок, дизель-электрических подводных лодок, а также боевых надводных кораблей. Производства расположены в Северодвинске, на берегу Белого моря. Кроме того, предприятие развивает гражданское судостроение и нефтяное машиностроение. Так, платформа «Приразломная» была сооружена на Севмаше. С 2022 года Севмаш находится под санкциями Евросоюза, Канады, Швейцарии, Австралии, Японии, Украины и Новой Зеландии. По информации СМИ, на предприятии строилась знаменитая яхта для Путина по заказу Романа Абрамовича. 

#### Промышленные технологии
Предприятие "Промышленные технологии" в Северодвинске реализует поставку деталей, сделанных на высокоточных установках для ВС РФ, Роскосмоса и гражданских заказчиков. 

#### Звёздочка
Центр судоремонта «Звёздочка» расположен в Северодвинске, на острове Ягры. Предприятие специализируется на ремонте подводных лодок и надводных кораблей, кроме того, на Звёздочке осуществляется производство судовой мебели, огранка алмазов из месторождения Ломоносова (Архангельская область), утилизация подводных лодок и их ядерных установок, производство оснащения космодромов Плесецк и Куру. 

#### Плесецк

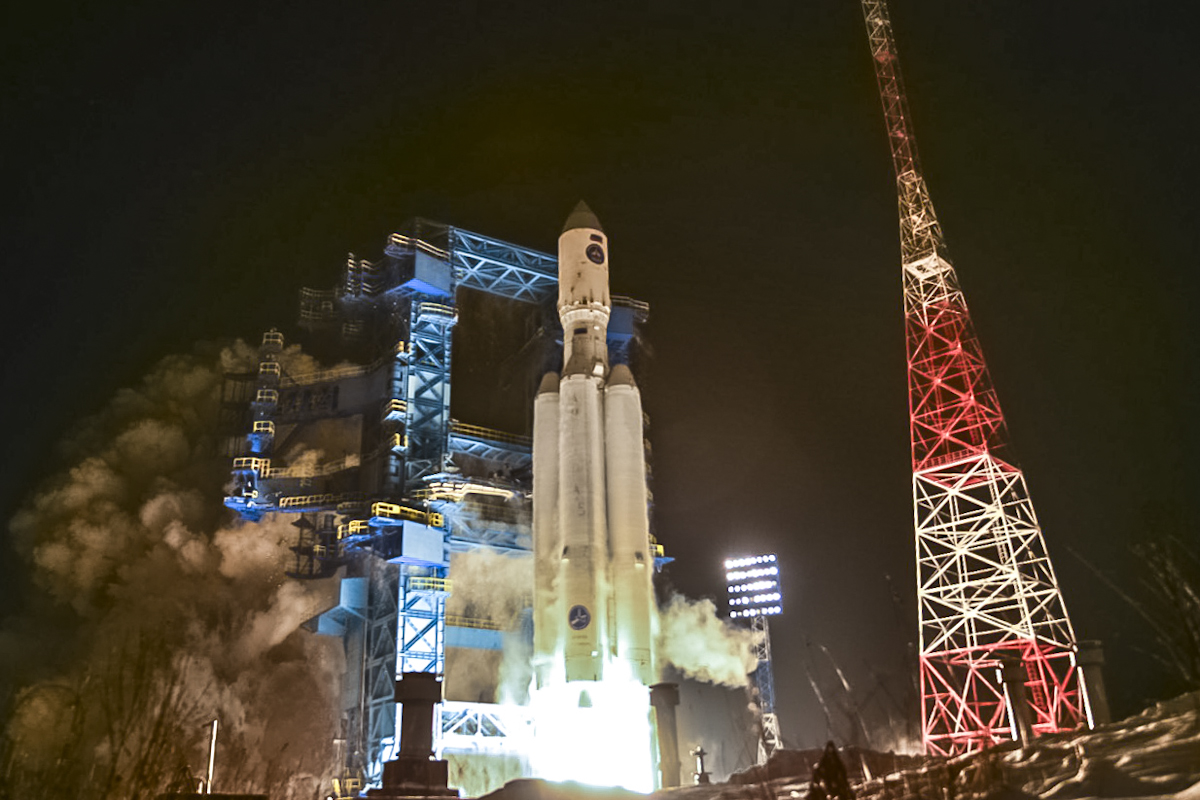
Ангара-5 на Плесецком космодроме (Мирный)

Плесецкий космодром является единственным космодромом Европы. Он расположен на территории ЗАТО Мирный. За годы существования с него было произведено более 1,5 тысячи запусков ракет-носителей. Относится к космическим войскам министерства обороны.

## Энергетика

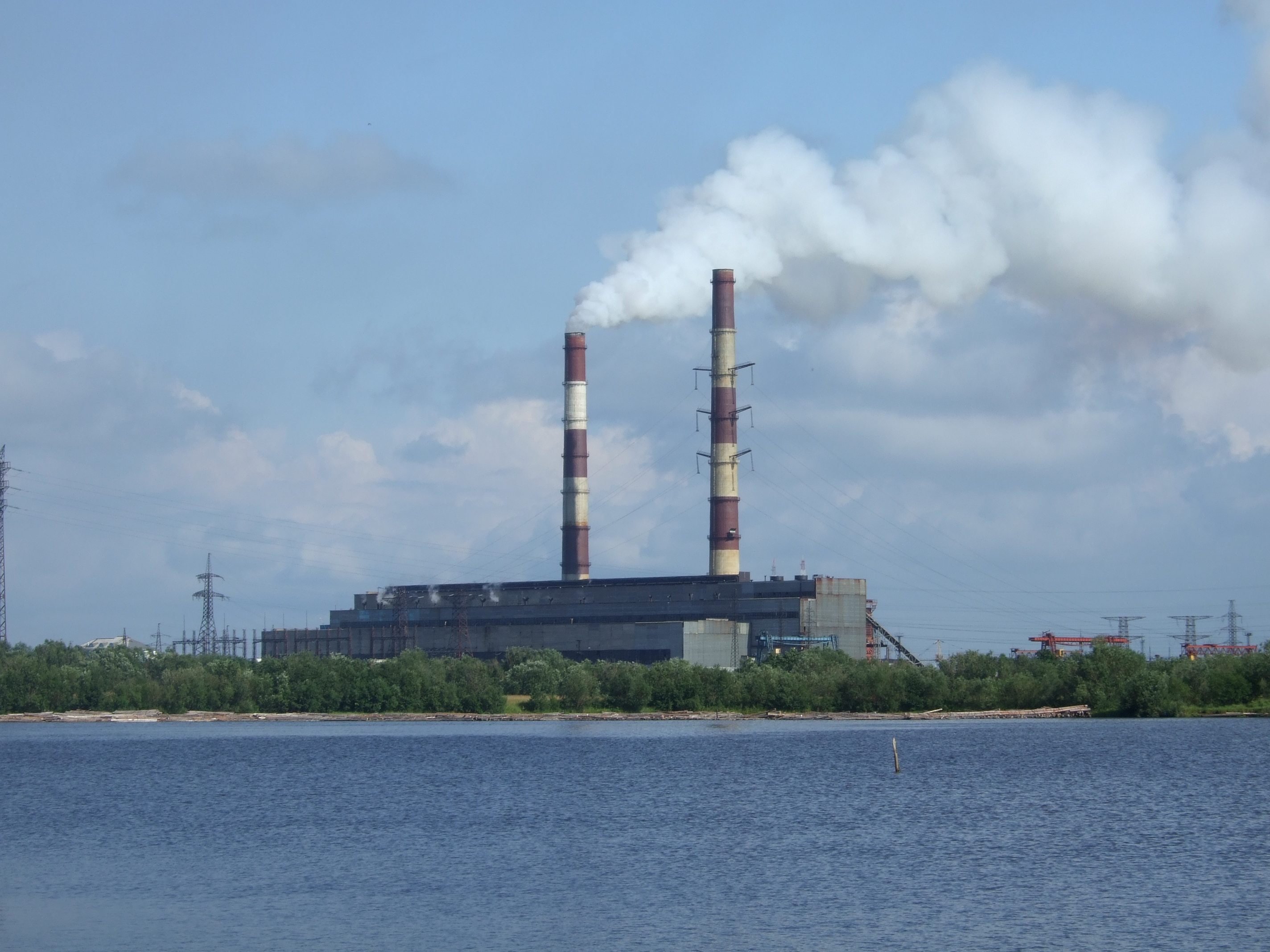
Архангельская ТЭЦ (Архангельск)

Энергетика Архангельской области представлена в основном тепловыми электростанциями и децентрализованными дизельными электростанциями, использующими ископаемые источники энергии.
Основные ТЭЦ региона:
- Архангельская ТЭЦ
- Северодвинская ТЭЦ-1
- Северодвинская ТЭЦ-2
- Вельская ГТ ТЭЦ
- ТЭС Архангельского ЦБК
- ТЭС Котласского ЦБК

## Лесное хозяйство

#### Устьянский лесопромышленный комплекс
УЛПК специализируется на круглых лесоматериалах. Ежегодный объём вывоза продукции компании составляет 350-400 тыс. м³.

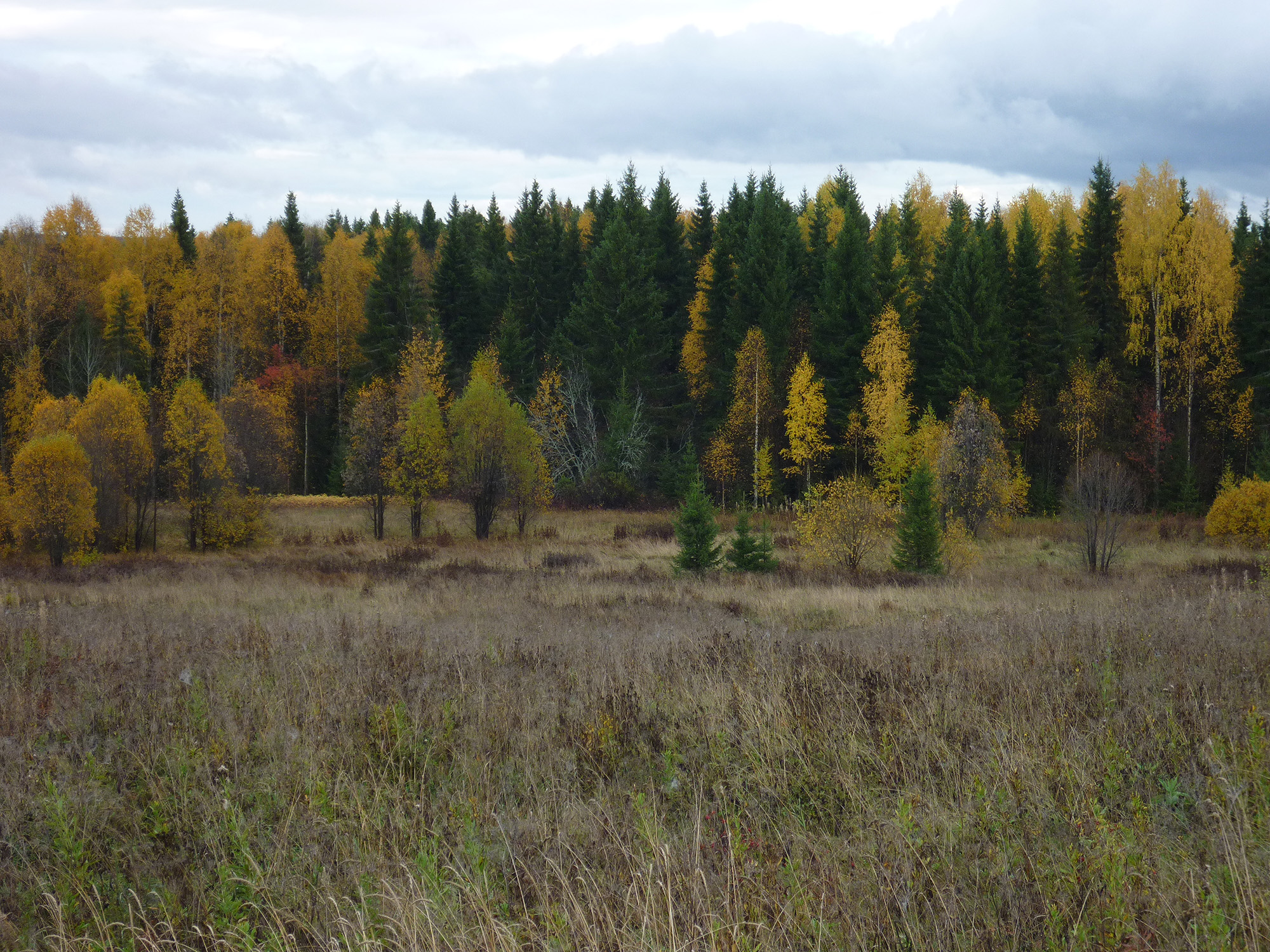
Лес Архангельской области (Ленский район)

## Торговля и сфера услуг

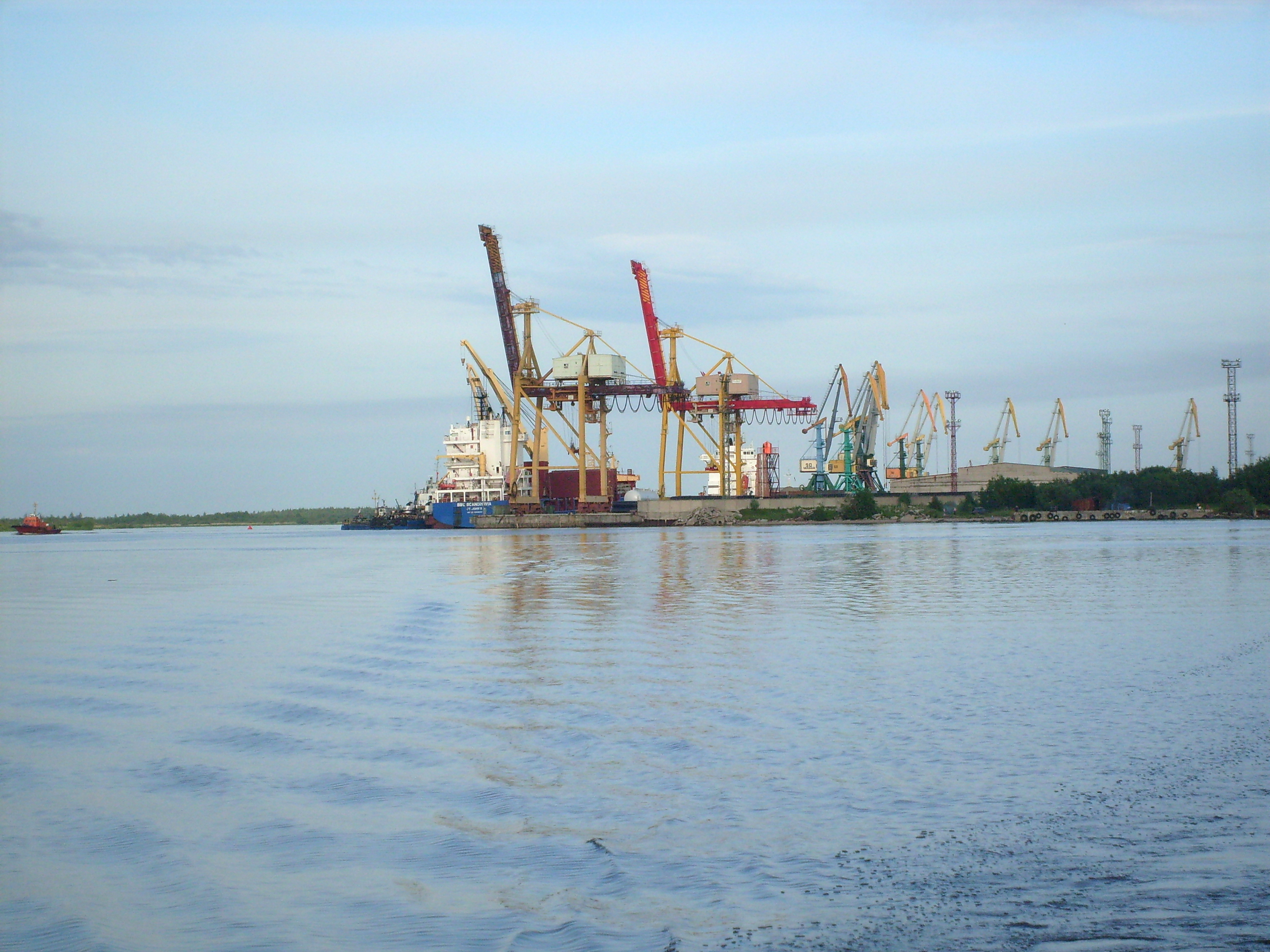
Порт Экономия (Архангельск, Маймакса)

## Природные ресурсы

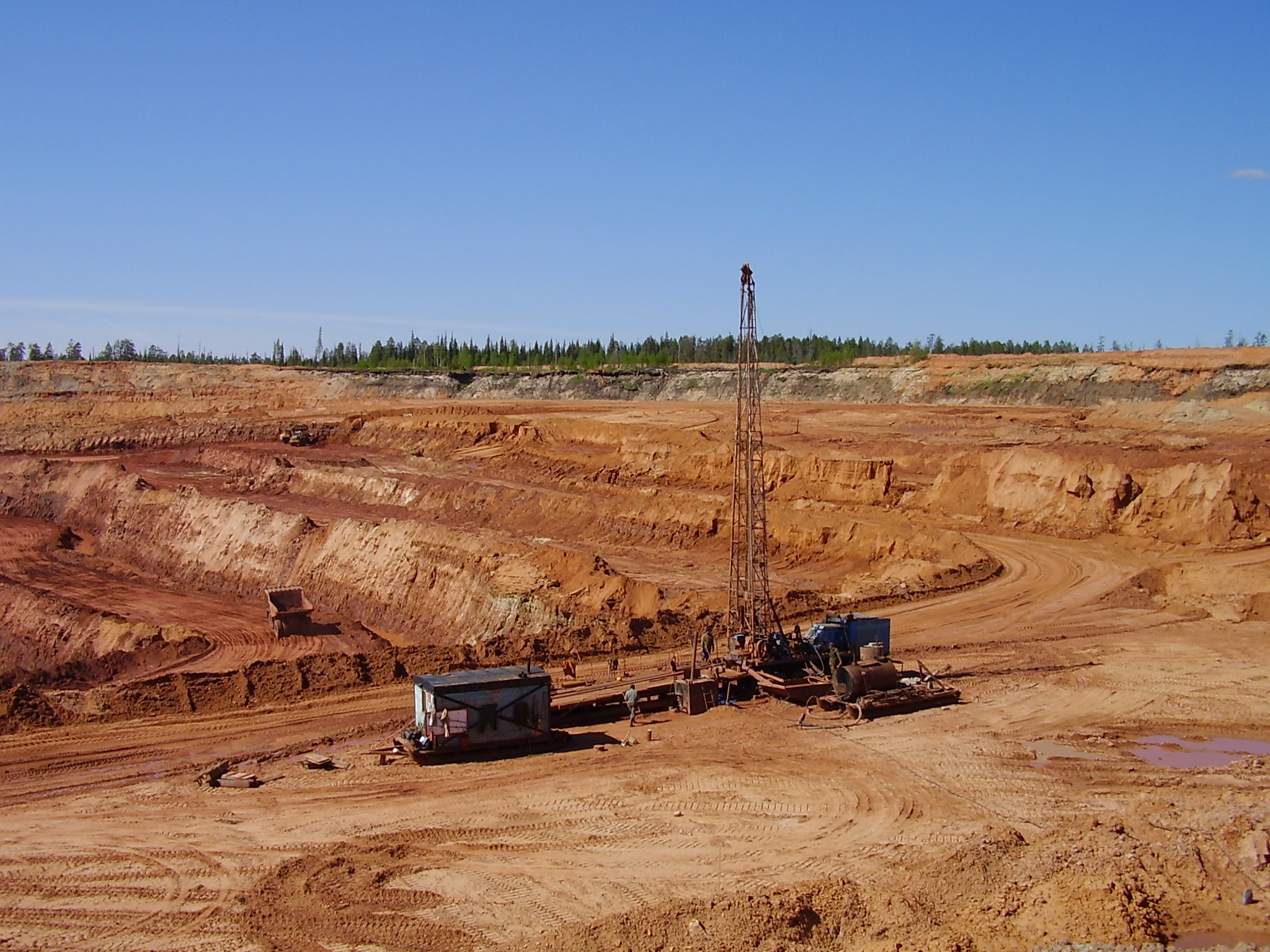
Алмазное месторождение Ломоносова (Приморский район)

## Туризм

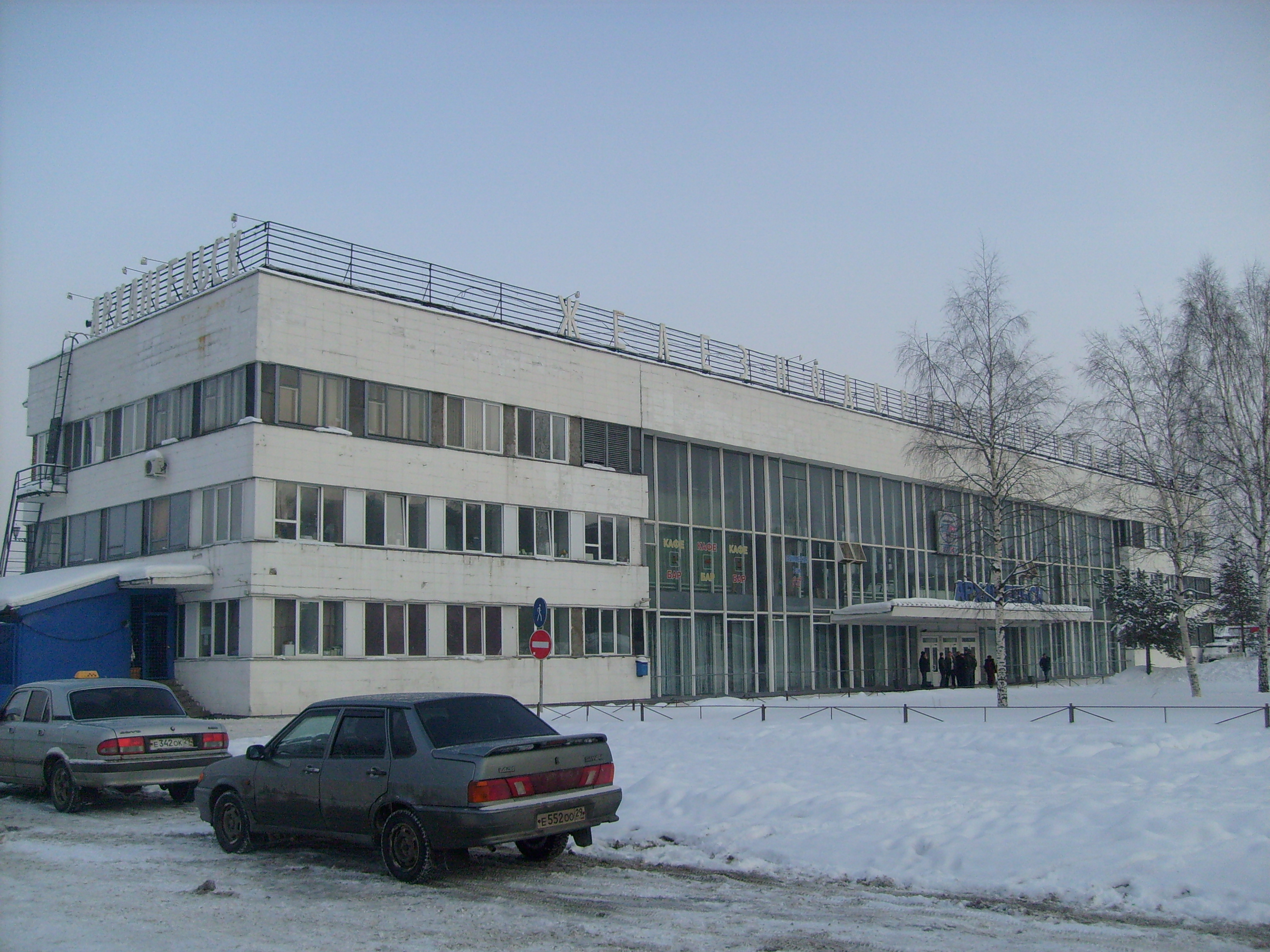
Архангельский-город (Архангельск)